# جون سيبلان
جون بنجامين سبلين (22 يونيو 1875-24 مارس 1962) هو عضوًا ديمقراطيًا في مجلس النواب في ميسيسيبي ، ممثلاً مقاطعة ألكورن ، من عام 1916 إلى عام 1920.
ولد جون بنجامين سيبلان في 22 يونيو 1875 في مقاطعة ماكنيري بولاية تينيسي لأبوين هما جون إدوين سيبلان ومولي إن.    ومع ذلك نشأ في كورينث القريبة ، ميسيسيبي . تزوج من مود بوتس عام 1901. تم تعيينه وزيراً مسيحياً عام 1902. وتم انتخابه في مجلس النواب بولاية ميسيسيبي لتمثيل مقاطعة ألكورن كديمقراطي في عام 1915. توفي في 24 مارس 1962 في كيندريك بولاية ميسيسيبي .